# Charles Esche

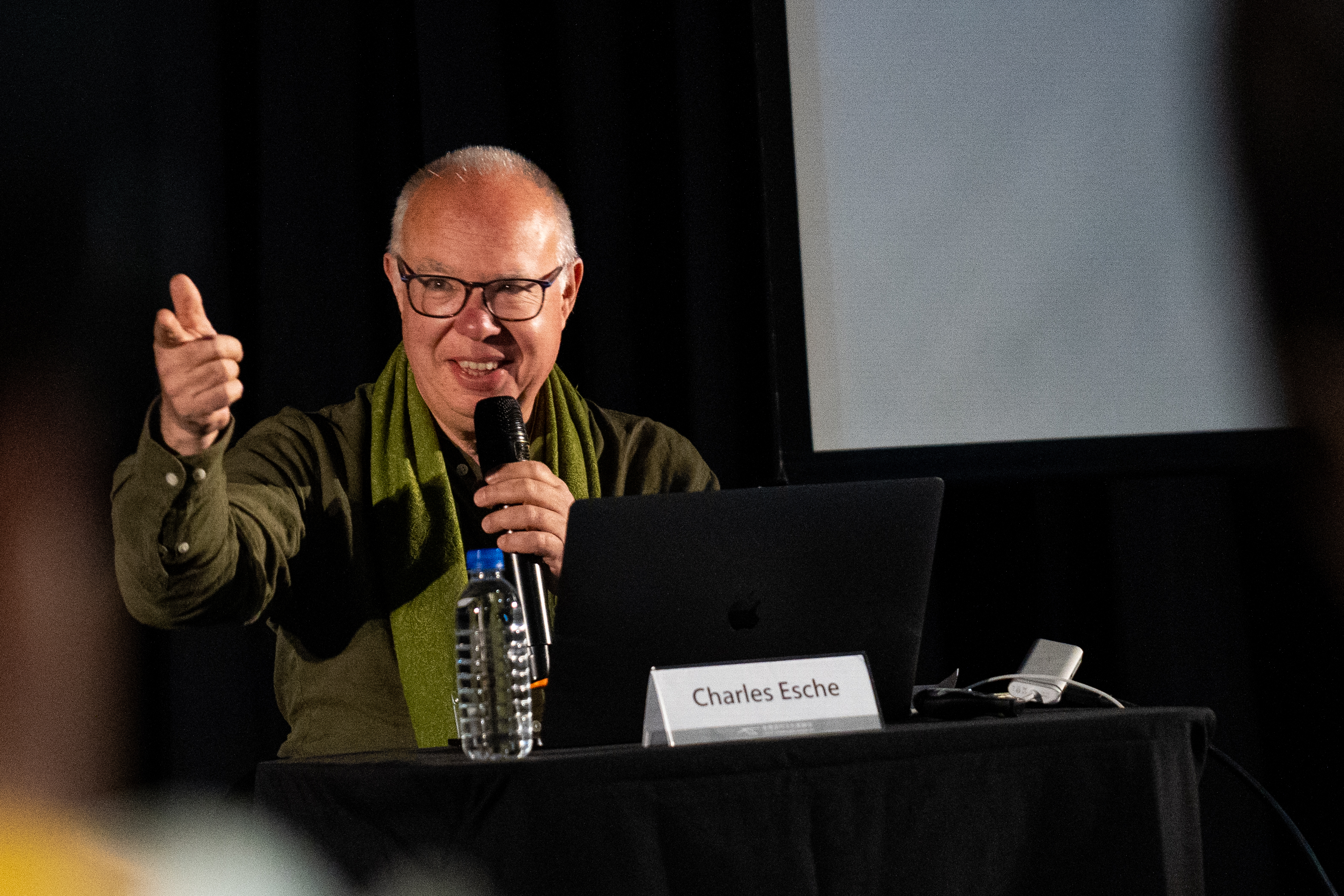
Charles Esche

Charles Esche (* 1962 in Harrogate, England) ist ein britischer Museumsdirektor und Kunsttheoretiker.

## Leben und Werk
Charles Esche entstammt einer deutschen Familie aus der Arbeiterklasse. Von 1985 bis 1988 studierte er Kunstgeschichte (Mittelalter- und Renaissanceforschung) an der University of Manchester mit dem Abschluss Bachelor of Arts (BA) und von 1989 bis 1990 im Fach Museologie mit dem Abschluss Master of Arts (MA).
Er begann seine kuratorische Karriere von 1993 bis 1997 im Tramway-Kunstzentrum in Glasgow. Für die Ausstellung Trust  lud er 1995 Künstler ein, mit ihm zusammen internationale Künstler auszuwählen um „… eine Atmosphäre des Vertrauens zwischen Künstlern und Publikum schaffen“. Bedeutende Künstler wurde ausgewählt, die zum Teil erstmals in Schottland ausstellten, wie Cady Noland, Stan Douglas und Tony Oursler. Von 1997 bis 2001 war er wissenschaftlicher Mitarbeiter am Edinburgh College of Art in Edinburgh und Initiator der proto-academy, einer freien Kunstschule. Von 2000 bis 2004 leitete er das Rooseum, Center for Contemporary Art im schwedischen Malmö.
1998 war er, zusammen mit Mark Lewis, der Gründungsherausgeber der in der University of Chicago Press erscheinenden Kunstzeitschrift Afterall, dessen Autor er heute noch ist.  Esche war 2002 Mitkurator der Gwangju Biennale und 2005 der Istanbul Biennale.
Seit 2004 ist er Direktor des Van Abbemuseums in Eindhoven. 2008/2010 veranstaltete er die zweijährige Ausstellungsreihe Play van Abbe, in der er die Ausstellungspolitik und die Rolle des Museums im 21. Jahrhundert darstellte.
2010 gründete er zusammen mit sechs weiteren europäischen Museen die Vereinigung L’Internationale 2014 war er Mitkurator der  31. São Paulo Biennale und 2015 der Jakarta Biennale 2015. Esche ist Professor für Zeitgenössische Kunst und Ausstellungspraxis am Central Saint Martins College of Art and Design in London und an der Jan van Eyck Academie in Maastricht. Im Jahr 2022 war Charles Esche Mitglied der Findungskommission und saß im Beirat der documenta fifteen in Kassel.

## Preise
- 2014: Audrey Irmas Award for Curatorial Excellence, Bard College, Annandale-on-Hudson
- 2013: The Minimum Preis der Pistoletto Foundation, Biella
- 2012: European Cultural Foundation’s Princess Margriet Award, Amsterdam